# Публий Семпроний Тудитан
Публий Семпроний Тудитан (лат. Publius Sempronius Tuditanus; III век до н. э.) — римский военачальник и политический деятель из плебейского рода Семпрониев, консул 204 года до н. э.

## Биография
Публий Семпроний принадлежал к плебейскому роду Семпрониев, впервые упоминающемуся в источниках под 304 годом до н. э. Согласно консульским фастам, у его отца и деда был преномен Гай. Старшим братом Публия, возможно, был Марк Семпроний Тудитан, военный трибун в 210 году до н. э.
Публий Семпроний впервые упоминается в источниках под 216 годом до н. э. В качестве военного трибуна он сражался при Каннах, а после бегства с поля боя возглавил прорыв десяти тысяч воинов из меньшего римского лагеря в больший.
В 214 году до н. э. Публий Семпроний был курульным эдилом, а в 213 году — претором. Он получил два легиона, с которыми действовал на севере Италии, в районе Ариминума: ему удалось взять город Атрии и захватить там семь тысяч пленных и богатую добычу. Его полномочия были продлены на следующий год и на 211 год до н. э.
В 209 году до н. э. Публий Семпроний получил цензуру, хотя ещё не был консулом. Его коллегой стал Марк Корнелий Цетег. Ливий рассказывает о разногласиях по вопросу о новом принцепсе сената: Корнелий предлагал кандидатуру Тита Манлия Торквата, Семпроний — Квинта Фабия Максима Кунктатора. Корнелий в конце концов уступил. Цензоры исключили из сената восемь человек, включая Марка Цецилия Метелла, отобрали государственных лошадей у тех, кто при Каннах служил в коннице, и увеличили срок их службы.
В 205 году до н. э. Тудитан получил командование в Иллирии с властью проконсула. Здесь шла война с Македонией. Благодаря усилиям эпиротов, заинтересованных в заключении мира, в городе Фойника состоялась встреча проконсула с царём Филиппом V, и вскоре был подписан мирный договор.
Ещё находясь на Балканах, Тудитан был избран консулом на 204 год до н. э. Его коллегой стал всё тот же Марк Корнелий Цетег. В качестве провинции Семпронию назначили Бруттий, где он вёл боевые действия против Ганнибала. В следующем году он воевал там же как проконсул.
В 200 году до н. э. Публий Семпроний отправился на Восток в составе посольства, куда вошли ещё Гай Клавдий Нерон и Марк Эмилий Лепид. Послы предъявили ультиматум Филиппу Македонскому, что стало началом Второй Македонской войны, затем вели переговоры с Антиохом III и Птолемеем Эпифаном.
После посольства Публий Семпроний не упоминается в источниках.

## Потомки
Сыном Публия Семпрония был Гай Семпроний Тудитан, претор 196 года до н. э.